# منظمة ناشيونال جيوغرافيك
مجتمع ناشيونال جيوغرافيك، منظمة ناشيونال جيوغرافيك أو الجمعية الجغرافية الوطنية هي شركة أمريكية تعد من أكبر المنظمات العلمية غير الربحية في العالم، تهدف إلى نشر المواد العلمية والثقافية لأكبر عدد من البشر مختلفي المستوى العلمي في جميع أنحاء العالم. تأسست في واشنطن بالولايات المتحدة في 13 يناير عام 1888. هذه المنظمة متخصصة في الجغرافيا والعلوم الطبيعية والدعوة للحفاظ على البيئة والثقافة الإنسانية، وهي تصدر مجلتين ناشيونال جيوغرافيك فور كيدز وناشيونال جيوغرافيك إكسبلورر. شركة ناشيونال جيوغرافيك هي الجهة المصدرة لمجلة ناشيونال جيوغرافيك.
يحاول المجتمع تغطية أغلب المواد العلمية والثقافية المهمة مثل الجغرافيا، علم الآثار، العلوم الطبيعية، علوم تطوير البيئة، تاريخ اللغة والكلام، الأحداث الجارية، الحوادث الجوية والبحرية، الحروب، تاريخ ومستقبل وحاضر العالم.
شعار (لوجو) المنظمة عبارة عن إطار أصفر اللون- مستطيل الشكل يظهر على المجلات التابعة للمنظمة وعلى القناة الخاصة بها. أصبحت المنظمة بفضل التعاون مع قناة فوكس للقرن الحادي والعشرون تدير مجلة، قنوات فضائية وموقع أونلاين لتغطية الأحداث ونشر المحتوى الذي تريدة.

## نظرة عامة

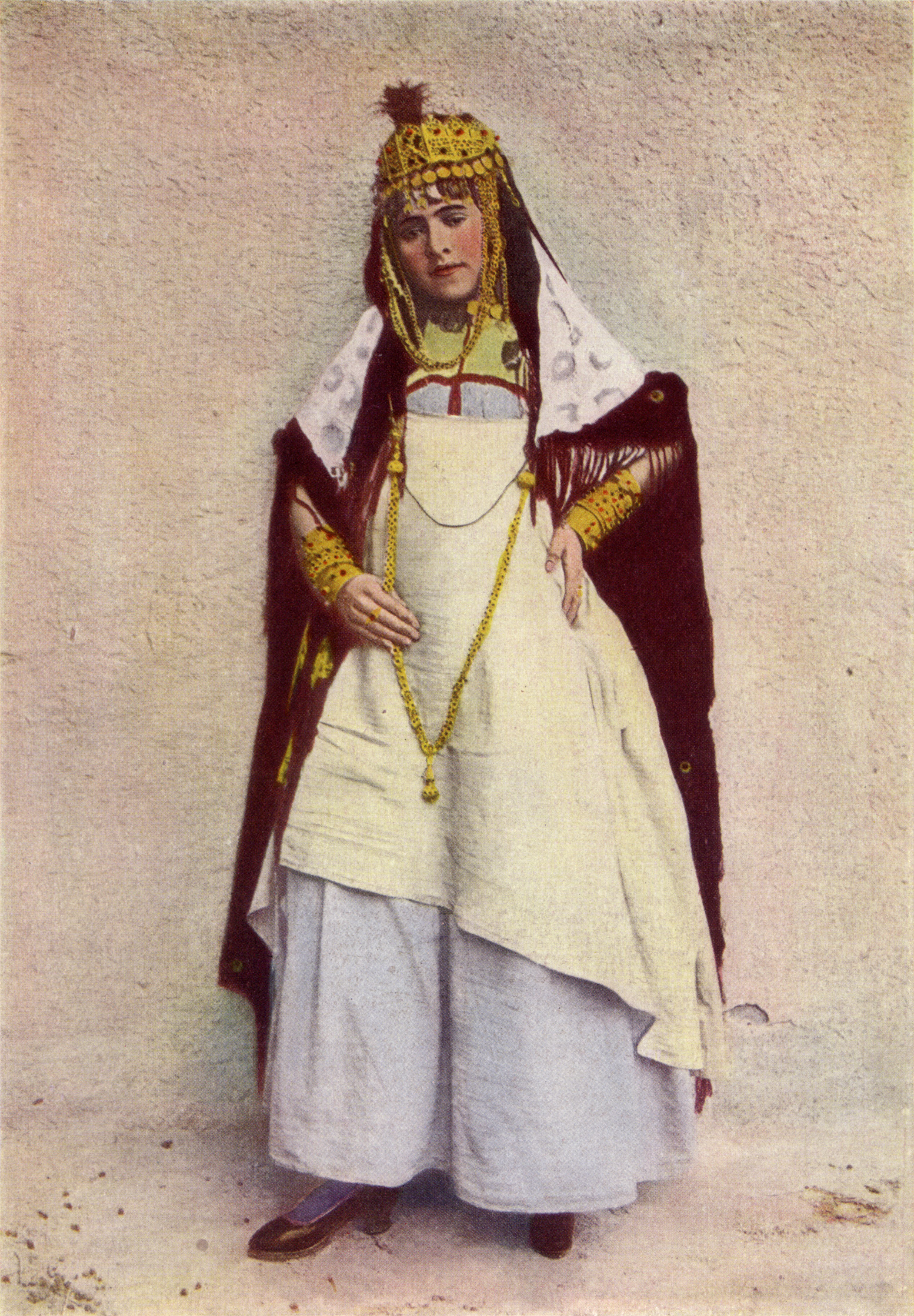
صورة لإحدى راقصات المقاهي، الجزائر، 1917، من مجلة ناشيونال جيوغرافيك

تم تأسيس منظمة ناشيونال جيوغرافيك في عام 1888 لزيادة المعرفة الجيوغرافية. تمت إدارة المؤسسة من قبل 21 عضو مختلف الفكر، فمنهم المحاضر، رجل الأعمال، رجال الحكومة السابقيين، الممولين والباحثين. كما أنشئت المنظمة متحف للعامة في العاصمة واشنطن.
ساعدت المنظمة على تمويل العديد من السفريات العلمية، فعلى سبيل المثال، في أوائل عام 2010، تم تمويل بعثة إلى مصر لدراسة مقبرة الملك توت عنخ أمون، الكنوز الثقافية الأفغانية والتي أفتتحت في مايو 2008، وتم تناقلها حول العالم في بعثة استمرت أكثر من 18 شهر. كما قامت بتمويل بعثة إلى ضريح الإمبراطور الأول كين في مقرها بواشنطن في عامي 2009-2010.
تعطي المنظمة التعليمية الخاصة بها المال اللازم لتمويل المنظمات التعليمية الأخرى والأفراد لتحسين الثقافة الجيوغرافية. فعلى سبيل المثال تبرعت المنظمة ما يقرب من 11,000 دولار لتحسين الأبحاث العلمية.
تمتلك المنظمة سلسلة محلات للبيع بالتجزئة في العاصمة واشنطن، لندن، سيدني وبنما. تدار المرفقات خارج الولايات المتحدة من قبل سلسلة إدارة المحلات العالمية، شركة إستثمارية أسبانية.
مجتمع ناشيونال جيوغرافيك هو اتحاد مجموعة ناشيونال مع قناة فوكس للقرن 21. يمتلك المجتمع صحيفة، قناة ناشيونال جيوغرافيك باللغة الإنجليزية وما يقرب من 40 قناة بلغة أخرى. كما يقوم المجتمع بنشر مجلة، كتب، منتجات مدرسية، خرائط، مواقع على الإنترنت، أفلام بجميع اللغات تقريبا. ينشر المجتمع ما يقرب من 280 مليون محتوى شهريا.

## التاريخ

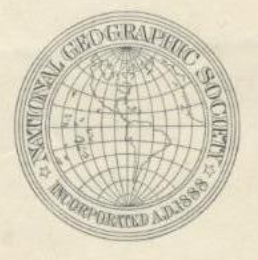
الشعار التاريخي لمنظمة ناشيونال جيوغرافيك

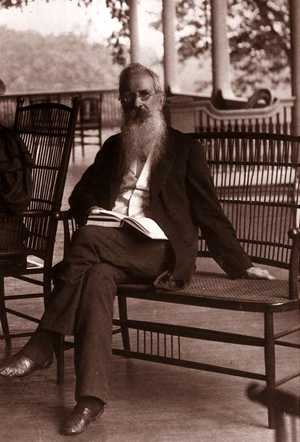
غاردينر غرين هوبارد أول رئيس مجلس إدارة للمنظمة

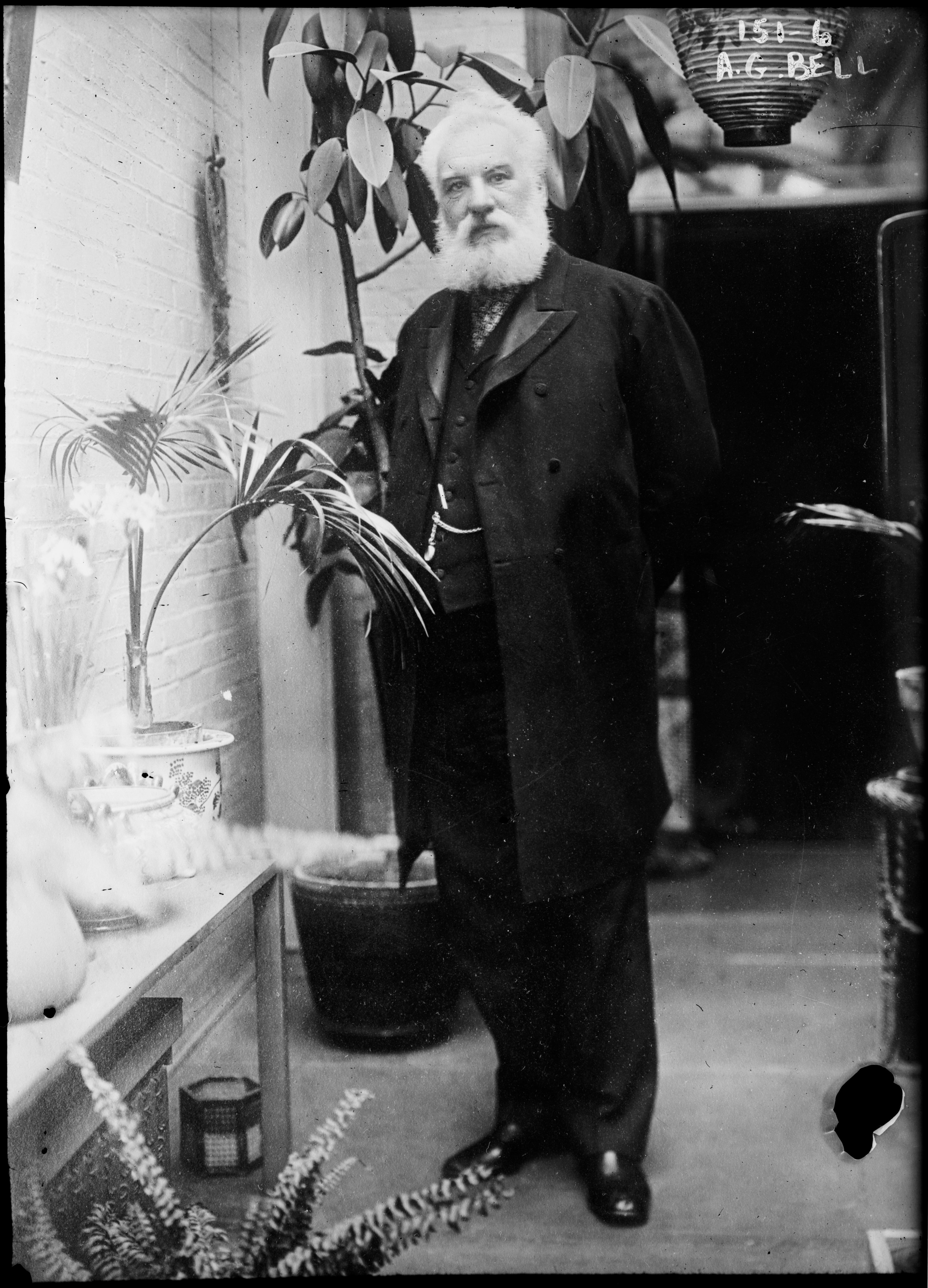
ألكسندر غراهام بيل في سنواته الأخيرة.

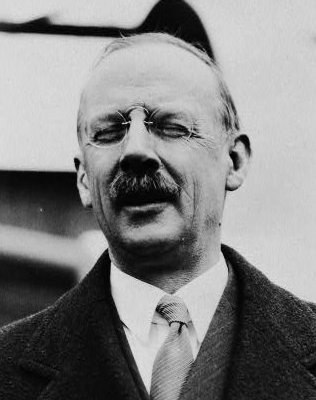
جيلبرت هوفي جروسفينور أول رئيس تحرير للمجلة، عام 1927

بدأ مجتمع ناشيونال جيوغرافيك كنادي لمجموعة فريدة من الأكاديميين والأثرياء المهتمين بالسفر في 13 يناير 1888، جلس 33 باحث وعالم في النادي والواقع في ميدان لافاييت، العاصمة واشنطن بغرض إنشاء وتنظيم مجتمع لنشر المعرفة الجيولوجية والثقافية، وفي غضون أسبوعين، أي في 27 يناير، كان قد تم الإتفاق على الأفكار والبنود التي ستبنى عليها المنظمة.
تولى غاردينر غرين هوبارد رئاسة أول مجلس إدارة للمنظمة تبعه ابن زوجتة، ألكساندر جراهام بيل في عام 1897. في عام 1899، تم اختيار ابن بيل القانوني (ابن زوجته أيضا) جيلبرت هوفي جروسفينور كأول رئيس تحرير للمجلة واستمر يعمل في المجلة لمدة 55 عاما (أي حتى عام 1954)، الأمر الذي توارثه باقي أفراد عائلته. قام كلا من بيل وجيلبرت هوفي جروسفينور بتقسيم الإدارة إلى قسمين، ليكون القسم الأو مسئول عن التسويق واختيار الأعضاء. بينما تنحصر مسئولية الثاني في اختيار المحتوى والصور التي يتم نشرها في المجلة.
يشغل جاري ايي نيل منصب الرئيس الحالي لمجتمع ناشيونال جيوغرافيك والمدير التنفيذي. أما جون فاهيي فيشغل منصب رئيس مجلس الإدارة. رئيسة تحرير المجلة هي سوزان جولدبيرج. حصل جيلبرت ميلفيل جروسفينور، رئيس سابق لمجلس الإدارة على الميدالية الرئاسية للحرية في عام 2005 لدورة في إدارة قسم التعليم الجيوغرافي.
في عام 2004، كان مقر الجمعية في العاصمة واشنطن هو واحد من أوائل الأماكن التي حصلت على الرخصة الخضراء من هيئة جرين العالمية في الولايات المتحدة. كما حصلت في أكتوبر 2006 على جائزة أميرة أستورياس تقديرا لها على جهودها في التواصل والأمور الإنسانية في أوفيدو، إسبانيا.
في عام 2013، تم التحقيق مع الجمعية قي شبهه التورط في جريمة فساد خارجية متصله باختفاء بعض الآثار المصرية.

## شركاء ناشيونال جيوغرافيك
في 9 سبتمبر 2015، أعلن المجتمع عن نيتة في إعاده تنظيم المحتوى الإذاعي الخاص بها والمنشورات إلى شركة جديدة باسم شركاء ناشيونال جيوغرافيك، والتي ستكون أغلبية الأسهم من نصيب فوكس 21 حيث إمتلكت ما يقرب من 73% من أسهم هذه الشركة الجديدة. تم الإعلان على أنها ستكون منظمة ربحية، ستكون لها الحق في إدارة ناشيونال جيوغرافيك وباقي المجلات والأعمال الإذاعية والتلفزيونية والتي كانت لها قبل ذلك نصيب من إدارتها. بحلول الوقت الذي تم فيه الإعلان عن هذا التجديد، صرح جيمس موردوج، الرئيس التنفيذي لفوكس 21 أن الهدف من هذا التعاون هو فتح أفاق جديدة لتصل بها الجمعية إلى شريحة أوسع من البشر والوصول إلى عملاء جدد.
في 2 نوفمبر 2015، أي قبل أسبوعين من إغلاق العرض العلني لأسهم المجموعة، أعلنت ناشيونال جيوغرافيك وفوكس 21 أن 9% من أصل 2000 موظف يعمل بداخل المجموعة (حوالي 180 موظف) سيتم تسريحهم في أكبر عملية تسريح موظفين في تاريخ المجموعة.
في 2 نوفمبر 2015، صرح مراسل صحيفة الجارديان أن إيميل قد تم إرسالة من قبل المتحدث الرسمي باسم المجموعة يفسر فيه عن أسباب هذا التسريح قائلا:
«هو جزء من عملية إعادة هيكلة المجموعة في خطوة مهمه للتقدم لإنهاء عملية العرض العلني للأسهم والمتوقع الإنتهاء منة في منتصف الشهر الجاري».
في 26 أكتوبر 2016، أعلنت الشركة عن إعادة تسميتها، وإلغاء كلمة «قناة» من اسم محطاتها التلفزيونية لتكون اسم القناة ناشيونال جيوغرافيك بدلا من قناة ناشيونال جيوغرافيك.
في 14 ديسمبر 2017، في صفقة تاريخية قدرت قيمتها بأكثر من 52 مليار دولار، أعلنت شركة ديزني عن نيتها لشراء أغلب أسهم شركة فوكس 21، لتكون هي المتحكمة الآن في شبكة قنوات ناشيونال جيوغرافيك.

## المؤسسين
في عام 1888، كان يوجد 33 مؤسس للمجموعة. على الرغم من اعتبار البعض ألكسندر غراهام بيل مؤسس أيضا، الأمر الذي تم إنهاؤة تقريبا باعتباره الرئيس الثاني للمجموعة والذي تم انتخابه في 7 يناير 1898. ظل بيل يعمل في المنظمة حتى عام 1903.
- كليفلاند آبي
- فرانك بيكر
- ماركوس بيكر
- جون روسيل بارتليت
- تشارلز جي بيل
- رورجرز بيرني
- وليام دال
- أرثر بويل دايفيس
- كلارنس دوتون
- هنري جانيت
- سامويل جانيت
- جروف كارل جيلبرت
- جورج براون جودي
- جيمس هوردجور
- أدولفس واشنطن جريلي
- إدوارد إيفريت هايدين
- هنري ويفربي هينشوا
- غاردينر غرين هوبارد
- ويلارد جريس جونسون
- جورج كينان
- جورج والاس ميلفيل
- كلينتون هارت ميريام
- هنري ميتشل
- روبرت ميلدرو الثاني
- هيربرت جوفرنير أوجدين
- جون ويسلي باول
- وليام برامويل بويل
- إسرائيل روزيل
- وايتميلد سكوت تشيلي
- ألمون هارريس توميسون
- جيلبرت توميسون
- أوتو هيلجراد تيمان
- جايمس كلارك ويلنج

## المنشورات

### ناشيونال جيوغرافيك

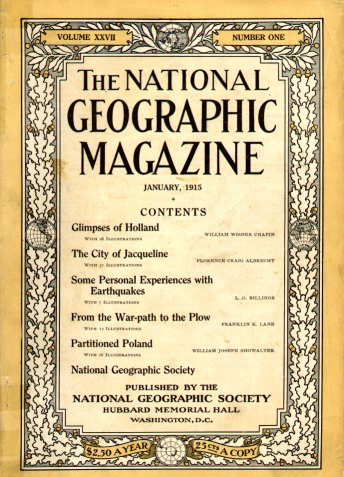
غلاف مجلة ناشونال جيوغرافيك عام 1915.

قامت مجلة ناشيونال جيوغرافيك باختصار الاسم فيما بعد ليصبح ناشيونال جيوغرافيك، العدد الأول لها تم نشرة في أكتوبر عام 1888، أي بعد تسع شهور بعد تأسيس المجتمع، وكالجريدة الرسمية للمجتمع تتمتع المجلة بميزة الإعفاء الضريبي. في فبراير 1910 (النسخة XX1، العدد الثاني) بدأت المجلة بوضوع اللوجو الأصفر الخاص بها على أغلفه الأعداد.
تقوم المجلة بإصدار إثني عشر عدد في العام الواحد. تنشر المجلة العديد من المقالات في مختلف المجالات كالجغرافيا، العلوم الطبيعية (فيزياء، كيمياء، أحياء، فلك، هندسة رياضية، طب)، علوم الأثار، تاريخ، حاضر ومستقبل العالم، الأحداث الجارية، فن التصوير، السير الذاتية للزعماء، العلماء، والمؤثرين عالميا، السفاري، حياة الحيوانات، الطبخ وأشهى المأكولات التي تشتهر بها كل بلد.
تصدر المجلة في الوقت الحالي بأكثر من 40 لغة على مستوى أنحاء العالم، يبلغ ما يتم نشرة شهريا من اللغة الإنجليزية وباقي اللغات حوالي 6.8 مليون طبعة لأكثر من 60 مليون قارئ.

### منشورات أخرى
لا يقتصر المجتمع على نشر المجلة الأساسية له فقط، فبخلاف ذلك يقوم بنشر العديد من المجلات والكتب الفرعية مثل:
- ناشيونال جيوغرافيك للأبحاث: مجلة تعليمية تم نشر النسخة الأولى منها لأول مرة في عام 1919 ليتم إستبدالها ف::: يما بعد بمجلة ناشونال جيوغرافيك كيدز في عام 1975. في عام 2001، تم إنقسام متابعي ناشيونال إلى فريقين الأول يتابع ناشيونال جيوغرافيك للأبحاث الثاني يتابع ناشونال جيوغرافيك كيدز.

للمجلة أربع نسخات منفصله لأربع فئات مختلفة، ولها ما يقرب من 2.5 مليون مكتب تدوال.
- ناشيونال جيوغرافيك للتاريخ: بدأت في ربيع عام 2015.
- ناشونال جيوغرافيك كيدز: هي نسخه من مجلة ناشيونال جيوغرافيك بفارق أن المحتوى الذي تنشرة خاص بالأطفال. فتنشر مشاكل وأفكار لهذه المرحلة العمرية فقط. بدأت في عام 1975 تحت اسم ناشيونال جيوغرافيك تمتلك المجلة ما يقرب من 1.5 مليون متابع داخل الولايات المتحدة الأمريكية. تمت ترجمة المجلة إلى أكثر من 18 لغه حول العالم. بما يقرب من 0.5 مليون متابع أخر.

في أوائل عام 2007، تم إصدار مجلة ناشونال جيوغرافيك كيدز في مصر ليتم إصدار أكثر من 42,000 نسخه على المدارس الحكومية، غير 15,000 نسخه أخرى في المكتبات. وأخيرا وليس أخرا تم إصادر المجلة وتوزيعها باللغة الألبانية والبولندية.
- ناشيونال جيوغرافيك للأطفال الصغار: تستهدف الأطفال في الفئة العمرية من عمر 3 سنوات إلى 6 سنوات.
- ناشيونال جيوغرافيك المسافر: تم نشر النسخة الأولى لها في عام 1984، تنشر بأكثر من 18 لغة.

كما يدير المجتمع موقع على الشبكة العنكبوتية للأخبار والأحداث العالمية بعنوان «ناشيونال جيوغرافيك للأخبار اليومية (دايلي نيوز)».
بالإضافة إلى كل ذلك تنشر المجلة أطلس، كتب وخرائط. كما نشرت وساهمت في نشر مجلات أخرى كمجلة ناشيونال جيوغرافيك للمغامرة، ناشيونال جيوغرافيك للأبحاث (مجلة علمية) ومجلات أخرى.

## الأفلام والمسلسلات

### أفلام ناشيونال جيوغرافيك
أنتج المجتمع العديد من الأفلام في مختلف المجالات مثل:
- كا-19 صانعة الأرام: هو فيلم من إنتاج عام 2002 مبني على قصة الغواصة النووية الروسية وقائدها. الفيلم من بطولة النجم هاريسون فورد.
- مسيرة البطاريق: فيلم وثائقي فرنسي من إنتاج عام 2005. الفيلم بالنظام الروائي، يروي الأحداث النجم العالمي ذو الحنجرة الذهبية مورجان فريمان. حصل الفيلم على جائزة أكاديمية عن فئة إفضل فيلم وثائقي لعام 2006. بعد تحقيق الفيلم أرباح وصلت إلى 77 مليون دولار في الولايات المتحدة فقط. تم بيع أكثر من 4 مليون قرص مدمج للفيلم.
- حكاية القطب الشمالي: فيلم من إنتاج عام 2007 عن قصه عائلتين من أفيال البحر والدببة القطبية. الفيلم تروية النجمة كوين لطيفة.
- وحوش البحر: فيلم من إنتاج عام 2007، مستوحى من مقال في مجلة ناشيونال جيوغرافيك، هو فيلم واقعي ثلاثي الأبعاد مع موسيقى من إخراج بيتر جيرائيل.
- أخر الأسود: فيلم من إنتاج عام 2011.
- شجاعة باسلة: ميريويذر لويس، توماس جفرسون وبداية الأمريكان الغربيين، إنتاج مشترك بين إتش بي أو وناشيونال جيوغرافيك. ظهر في الفيلم إدوارد نورتن وبراد بيت. عبارة عن حلقات مدتها 10 ساعات مقتبسة من كتاب يحمل نفس الاسم للمؤرخ الأمريكي ستيفن أمبروز
- الألات: فيلم ثلاثي الأبعاد من إنتاج عام 2015.

### التلفاز
يتم بث برامج جمعية ناشونال جيوغرافيك على شاشة التلفاز. ليس فقط على قنواتها بل يتم بثها أيضا على شبكة قنوات بي بي إس وشبكات أخرى في الولايات المتحدة وباقي دول العالم لسنوات عديدة.
بدأ البث في الولايات المتحدة على شبكة قنوات سي بي إس منذ عام 1964، لينتقل البث إلى شبكة قنوات أيه بي سي في عام 1973، لتتحول حقوق البث إلى شبكة قنوات بي بي إس في عام 1975، ثم ينتقل حق البث للمرة الرابعة إلى شبكة قنوات إن بي سي في عام 1995، ليعود إلى شبكة قنوات بي بي إس في عام 2000.
في يناير 2001، تم إطلاق قناة ناشونال جيوغرافيك، كمشروع مشترك بين شبكات ناشيونال جيوغرافيك وشبكة قنوات فوكس. عرضت منذ حينها العديد من العروض الخاصة عن شخصيات علمية مثل جاك إيف كوستو، جين جودل ولويس ليكي. تميز العرض بأنة لم يسلط الضوء على عملهم فقط، بل على حياتهم الشخصية وارائهم السياسية، الدينية والاجتماعية ليتعرف عليهم العامة بشكل أقرب.
إشترك العديد من الممثلين والممثلات في هذه العروض والأفلام مثل غلين كلوز، ليندا هانت، ستيسي كيتش، ريتشارد كيلي، بيرجس ميريديث، سوزان سارندون، ألكسندر سكوربي، مارتن شين وبيتر شتراوس. لم يهمل منتجي ومخرجي العروض الموسيقى التصويرية سواء للعروض أو الخاصة بالقناة والتي أنتجها إلمر بيرنشتاين. مع انتشار القناة السريع وكثرة المحتوى المراد عرضة قامت بإطلاق العديد من القنوات الفرعية مثل قناة ناشونال جيوغرافيك، ناشونال جيوغرافيك الحياة البرية، قناة ناشونال جيوغرافيك كيدز، قناة ناشيونال جيوغرافيك للموسيقى، ناشونال جيوغرافيك الناس ومجلة ناشونال جيوغرافيك.
تعاونت شركة شركاء ناشونال جيوغرافيك مع شركة فوكس 21 لإنشاء منظمة ربحية أخرى تهدف لامتلاك حصة 73% من أسهم شركة ناشونال جيوغرافيك (تضم أسهم القنوات التلفيزيونية والمجلات) بدءأ من منتصف فبراير 2015. على الرغم من كون معظم الأسهم مملوك بالفعل لشركة فوكس 21 (لكن لم تتوافر معلومات عن النسبة المئوية لها داخل الشركة).

## متحف ناشيونال جيوغرافيك
تدير جمعية ناشونال جيوغرافيك متحفا، يقع في 1145 شارع 17، نيويورك (شارع 17 وإم)، في واشنطن العاصمة. يضم المتحف العديد من أعمال المستكشفين، المصورين والعلماء. كما توجد أعمال متعلقة بالتاريخ الطبيعي، الثقافة، التاريخ والمجتمع. تشمل المعروضات أيضا قطع أثرية مثل كاميرا روبرت إدوين بيري التي إستخدمها في القطب الشمالي والفخار الذي استعادة جاك إيف كوستو من حطام سفينة.

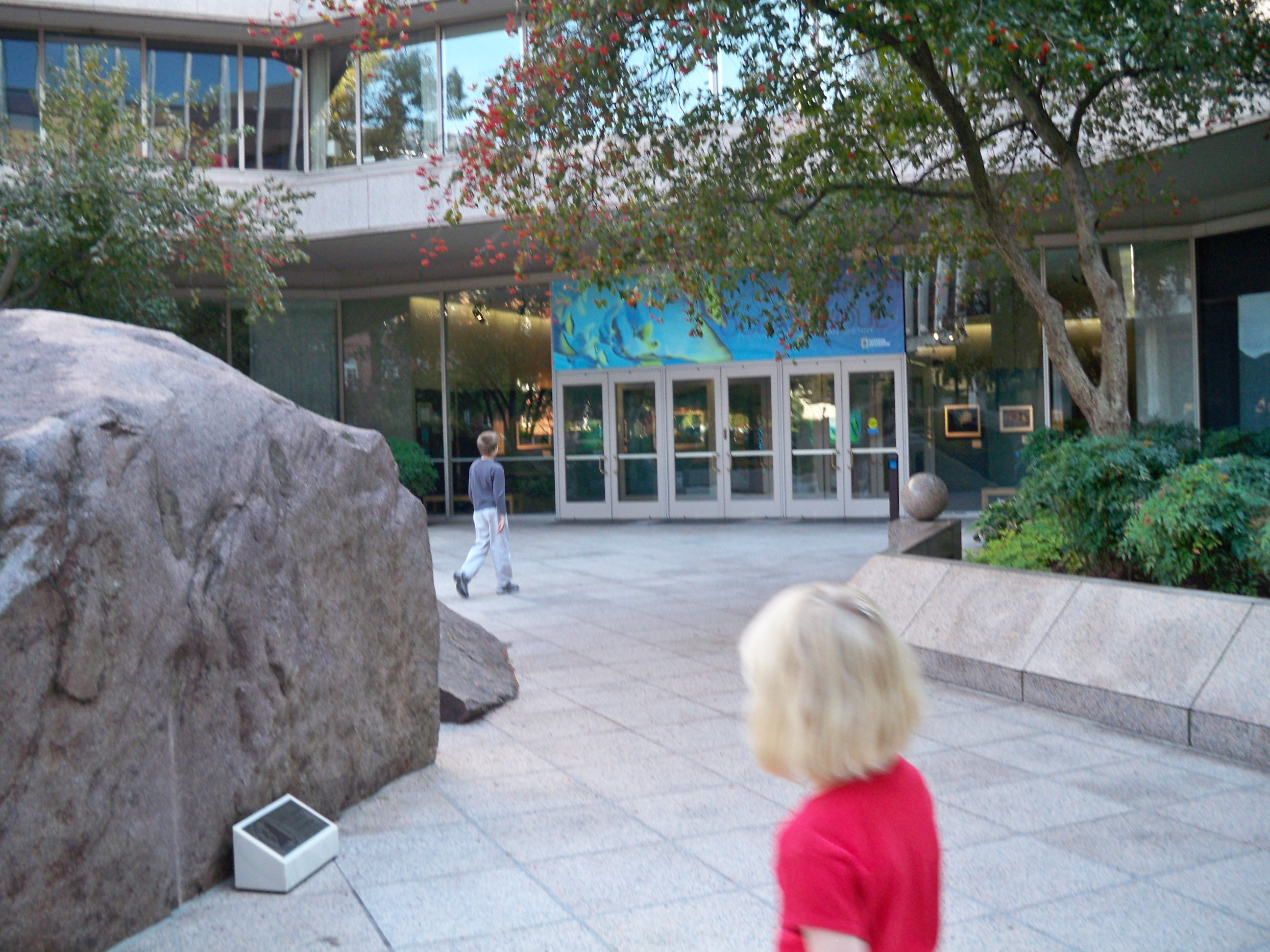
مدخل متحف ناشونال جيوغرافيك

## الجوائز

### ميدالية هوبارد

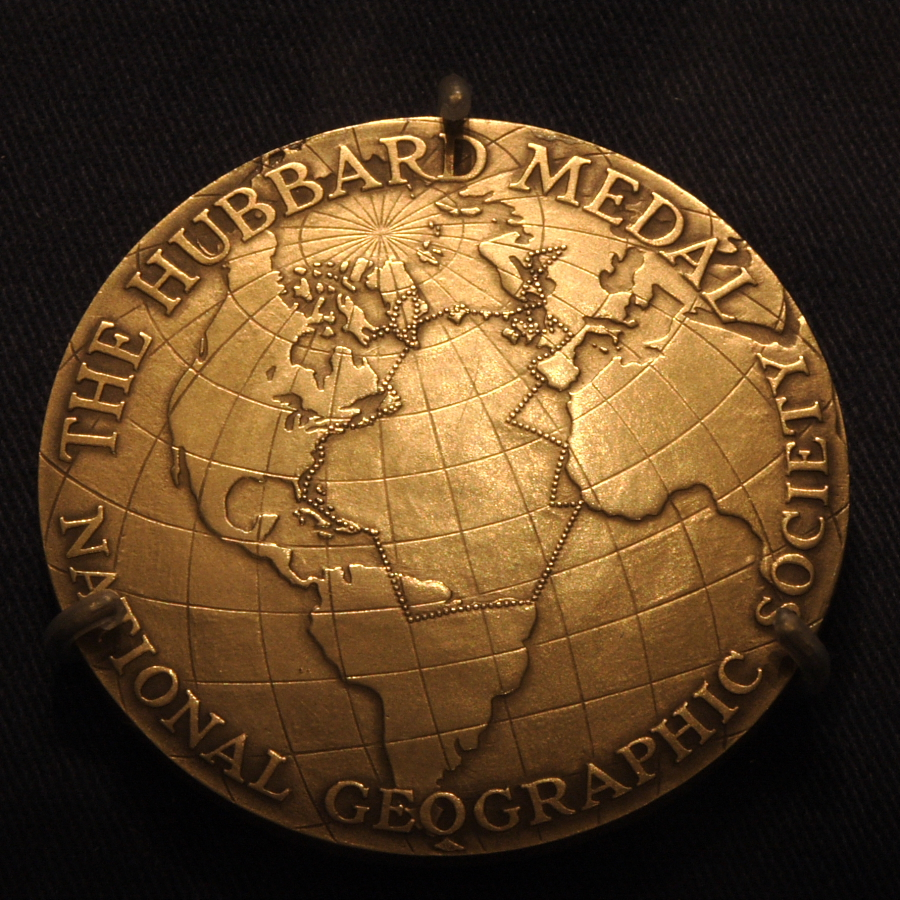
ميدالية هوبارد

يتم منح ميدالية هوبارد من قبل جمعية ناشونال جيوغرافيك للمتمييزين في الإستكشاف ورحلات البحث. سميت الميدالية باسم غاردينر غرين هوبارد، أول رئيس للجمعية. بداية من عام 2010، تم تقديم الميدالية 35 مرة، ذهب الوسام الأخير إلى دون والش.

### وسام ألكسندر جراهام بيل
تمنح الجمعية الوسام للمساهمات الإستثنائية في الأبحاث الجغرافية. سميت الجائزة بهذا الاسم تخليدا للعالم والمخترع والرئيس الثاني للجمعية ألكسندر جراهام بيل.
لم يتم منح الوسام كثيرا، فمنذ منتصف عام 2011، منحت الجائزة مرتين فقط:
- 1980: برادفورد واشبرن وزوجته باربارا واشبورن:* 2010: روجر توملينسون وجاك دانغرموند

## وصلات خارجية
- منظمة ناشيونال جيوغرافيك على موقع IMDb (الإنجليزية)
- منظمة ناشيونال جيوغرافيك على موقع الموسوعة البريطانية (الإنجليزية)
- منظمة ناشيونال جيوغرافيك على موقع ميوزك برينز (الإنجليزية)

مواقع رسمية* الموقع الرسمي

مصادر إضافية
- أعمال أو نبذة عن منظمة ناشيونال جيوغرافيك على أرشيف الإنترنت
- أعمال منظمة ناشيونال جيوغرافيك في ليبري فوكس 